# Ziarnołusk okopcony
Ziarnołusk okopcony, grubonos czarnogardły (Saltator fuliginosus) – gatunek średniej wielkości ptaka z rodziny tanagrowatych (Thraupidae), występujący we wschodniej części Ameryki Południowej. W Czerwonej księdze gatunków zagrożonych IUCN klasyfikowany jest jako gatunek najmniejszej troski (LC, Least Concern).

## Systematyka
Pierwszego naukowego opisu gatunku – na podstawie holotypu pochodzącego z Rio de Janeiro w Brazylii – dokonał francuski zoolog Daudin w 1800 roku, nadając mu nazwę Loxia fuliginosa. Czasami bywał traktowany jako jeden gatunek z ziarnołuskiem białogardłym (Saltator grossus), a niekiedy oba te taksony wydzielano do osobnego rodzaju Pitylus. Nie wyróżnia się podgatunków.

## Morfologia

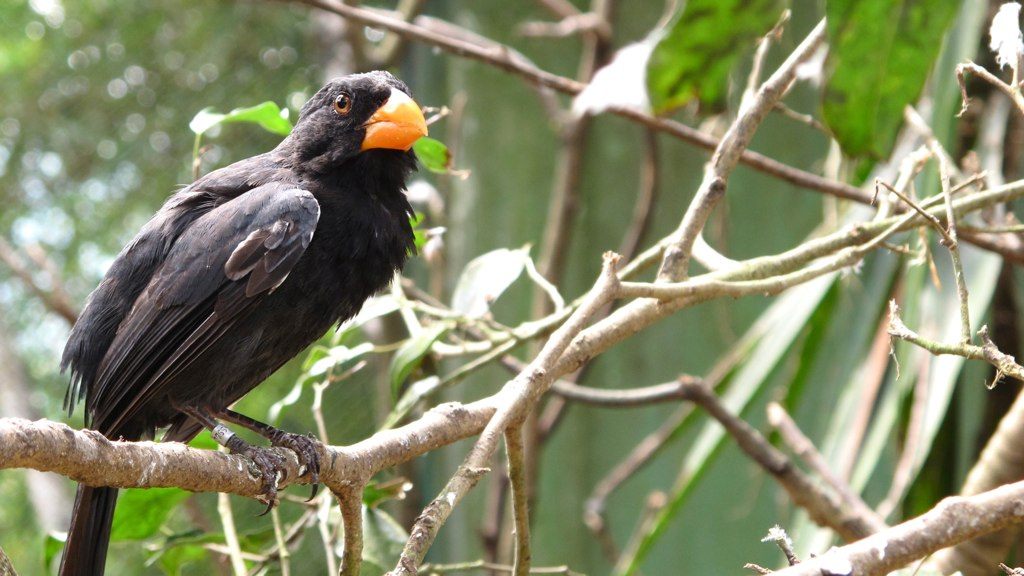
Dorosły samiec w zoo

Średniej wielkości ptak o średnim, grubym, silnym i zaokrąglonym dziobie, obie szczęki tego samego koralowoczerwonego koloru. Samce mają ciemnoniebieskoszary wierzch głowy i grzbiet. Skrzydła matowoczarne z ciemnoniebieskoszarymi obrzeżami lotek pierwszego rzędu, ogon matowoczarny. Kantarek, policzki i obszar od gardła po środkową część piersi – czarne, reszta spodu ciała ciemnoniebieskoszara. Nogi ciemnoszare. Tęczówki ciemnobrązowe. Samice zazwyczaj bardziej matowe niż samce, ze słabiej widocznym odcieniem niebieskim na grzbiecie oraz mniejszym kontrastem pomiędzy brzuchem a klatką piersiową. U samic brak czarnego zabarwienia twarzy charakterystycznego u samców. Osobniki młodociane są bardziej matowe niż osobniki dorosłe, mają też mniej odcienia niebieskiego w upierzeniu. Mogą mieć ciemniejszy odcień górnej części dzioba. Długość ciała 22 cm.

## Zasięg występowania
Ziarnołusk okopcony zamieszkuje tereny położone do wysokości 1300 m n.p.m. Występuje we wschodniej Brazylii – we wschodniej części Pernambuco i Alagoas, w stanie Goiás, w południowej części Bahia i wschodniej części stanu Minas Gerais na południe po północne Rio Grande do Sul. Spotykany jest również w prowincji Misiones w skrajnie północno-wschodniej Argentynie. Prawdopodobnie występuje także w południowo-wschodnim Paragwaju. Jest gatunkiem osiadłym.

## Ekologia
Jego głównym habitatem są wilgotne lasy, w części północnej zasięgu występowania głównie wilgotne lasy górskie. Żeruje głównie w średnich i wysokich piętrach wilgotnych lasów.

### Rozmnażanie
Jaja prawdopodobnie zielonkawoniebieskie, gniazda nie zostały opisane. Brak dalszych szczegółowych danych. Jego gniazda bywają wykorzystywane przez pasożyta lęgowego – starzyka granatowego.

## Status i ochrona
W Czerwonej księdze gatunków zagrożonych IUCN ziarnołusk okopcony jest klasyfikowany jako gatunek najmniejszej troski (LC, Least Concern) nieprzerwanie od 2004 roku. Liczebność populacji nie została oszacowana, ale ptak ten opisywany jest jako rzadki. Zasięg jego występowania według szacunków organizacji BirdLife International obejmuje około 2,55 mln km².
BirdLife International wymienia 37 ostoi ptaków IBA, w których ten gatunek występuje. Są to m.in. Parque Provincial Cruce Caballero, Parque Provincial Uruzú y Reserva Forestal San Jorge w Argentynie, Parque Nacional San Rafael w Paragwaju, Park Narodowy Iguaçu, Park Narodowy Itatiaia, Parque Estadual da Serra do Mar, Parque Estadual da Serra do Brigadeiro i Parque Estadual do Turvo w Brazylii.